# Bandeira do Sri Lanka
A bandeira do Sri Lanka (Sinhala: ශ්‍රී ලංකාවේ ජාතික කොඩිය Sri Lankavay Jathika Kodiya), também chamada de bandeira Leão, é composta por uma leão amarelo portando uma espada kastane em sua pata dianteira direita em um fundo vermelho-escuro (amarronzado) com quatro folhas amarelas de Ficus religiosa (figueira-dos-pagodes ou Bo-tree) em cada canto do fundo. Ao redor do fundo existe uma moldura amarela e a sua esquerda existem duas listras verticais de igual tamanho em laranja e verde, sendo a listra laranja mais próxima ao leão. O leão representa a bravura dos cidadãos do Sri Lanka. As quatro folhas de figueira-dos-pagodes representam quatro conceitos centrais do Budismo: Mettā, Karuna, Mudita e Upekkha. As listras representam os dois principais grupos minoritários. A listra laranja representa os tâmeis e a listra verde representa os muçulmanos, sendo o fundo marrom representante da maioria cingalesa. A borda amarela ao redor da bandeira representa a unidade dos cidadãos do Sri Lanka.
Foi adotada em 1950, seguindo as recomendações de um comitê nomeado pelo primeiro-ministro do Ceilão, Don Stephen Senanayake.